# Municipio de Waterbury
El municipio de Waterbury (en inglés: Waterbury Township) es un municipio ubicado en el condado de Redwood en el estado estadounidense de Minnesota. En el año 2010 tenía una población de 196 habitantes y una densidad poblacional de 2,09 personas por km².

## Geografía
El municipio de Waterbury se encuentra ubicado en las coordenadas 44°19′2″N 95°17′50″O / 44.31722, -95.29722. Según la Oficina del Censo de los Estados Unidos, el municipio tiene una superficie total de 93.85 km², de la cual 93,76 km² corresponden a tierra firme y (0,09 %) 0,09 km² es agua.

## Demografía
Según el censo de 2010, había 196 personas residiendo en el municipio de Waterbury. La densidad de población era de 2,09 hab./km². De los 196 habitantes, el municipio de Waterbury estaba compuesto por el 100 % blancos. Del total de la población el 0,51 % eran hispanos o latinos de cualquier raza.